# Nollning

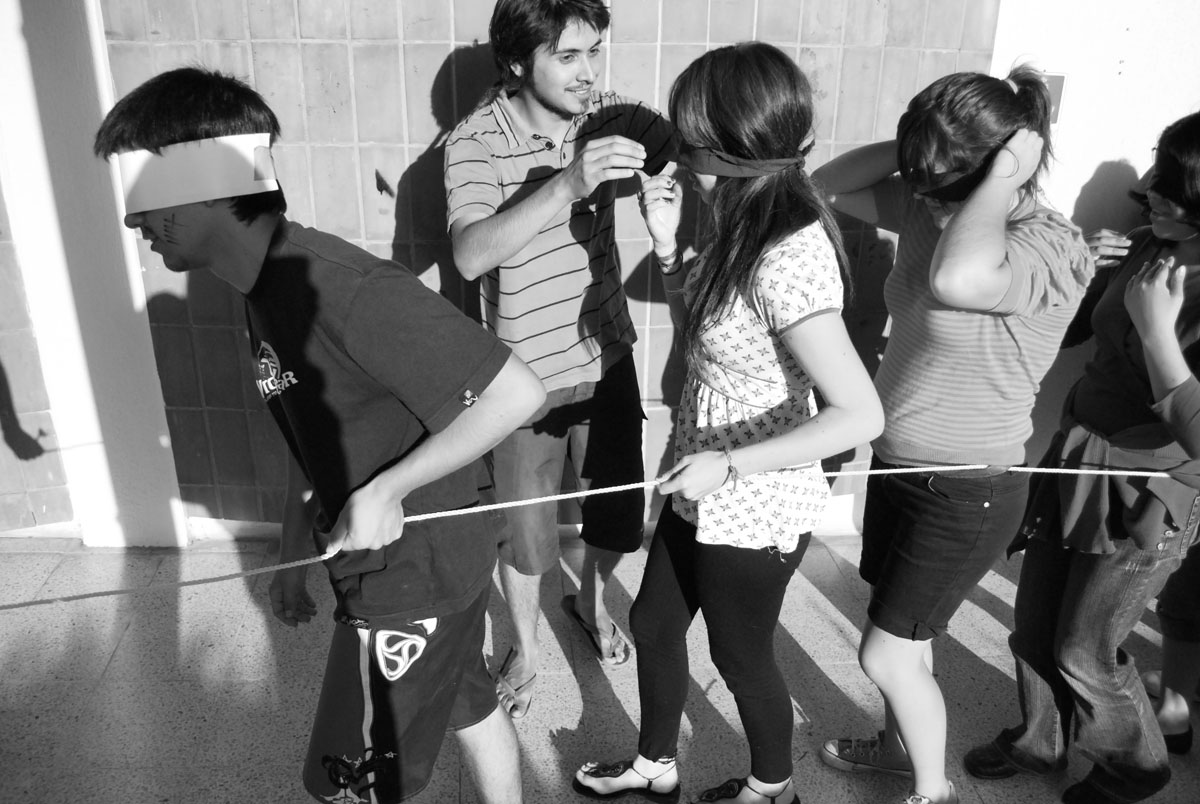
Intagning av nya studenter vid Universidad de Talca i Chile. Uppgifter som skall utföras med förbundna ögon är vanliga vid initieringsriter för nya studerande.

Nollning, inspark eller mottagning, är beteckningar för initieringsriter för nya studerande vid en skola. Nollningar förekommer vid såväl högskolor och universitet som gymnasier. Vid finländska högskolor har gulnäbbsintagning en liknande funktion.
På de olika högskolorna är traditionerna olika men huvudsyftet är att introducera de nya studenterna till den nya staden, lärosätet, kåren, de olika studentföreningarna, studentkulturen och alla nya och gamla studenterna.
Nollning har kritiserats för pennalistiska inslag. Många gymnasier har förbjudit nollning på grund av risken att aktiviteten inte är välkomnande för de nya gymnasieeleverna utan tvärtom kränkande.
Vissa studentkårer använder numera aktivt ordet mottagning istället för nollning och har samtidigt ett fokus på att studenter ska känna sig välkomna på sin nya utbildning. Dessutom har mottagningen inte med några kränkande inslag för studenterna.

## Gulnäbbsintagning i Finland
I Finland används allmänt ordet gulnäbbsintagning för de initieringsriter till högskolor, universitet och gymnasier som i Sverige kallas nollning, inspark eller mottagning. Benämningen ”gulnäbb” användes redan under medeltiden för nykomlingarna, novitierna, på universiteten. Benämningen associerade troligen till ungfåglars gula näbbar och klor.
Skriftliga dokument om intagningsceremonier vid universiteten finns bevarade från 1400-talet, men sederna kan vara betydligt äldre. Ceremonierna skulle avlägsna den unge studentens djuriska instinkter och påvisa hans behov av undervisning. Ofta urartade behandlingen i grov misshandel. De yngsta studenterna behandlades under sitt första studieår som slavar av de äldre och tvingades utföra olika förnedrande tjänster. Myndigheterna och kronan avskaffade invigningsceremonierna i sin officiella form, men pennalismen fortsatte i det fördolda. Motsvarande ceremonier förekom i hantverkarskråen där de nya gesällerna ”döptes och hyvlades” enligt liknande manér redan på 1300- och 1400-talen. På segelfartyg ordnade man ännu på 1940-talet linjedop vid Ekvatorn för första resans gossar, som också kallades gulnäbbar eller hönsungar.
I skolvärlden i Finland har konventsintagningarna från 1860-talet haft rollen som gulnäbbsintagning. När en skolelev nått femton–sexton års ålder var det dags att ansluta sig till konventet, en sammanslutning för skolans äldre elever. Som konventsmedlem hade man ökad bestämmanderätt inom elevkåren och fick delta i skolans konventsfester. Grundtanken var att en nykomling genom att skämma ut sig fullkomligt ansågs värdig att godkännas som fullvärdig skolkamrat. De intagningsprov som offren ålades är rätt lika genom tiderna. Gulnäbbarna prövas genom olika förnedrande uppgifter, skrattas åt, bedöms och godkänns. I början av 1970-talet inföll en paus i konventsintagningarna, under påverkan av en aktivare samhällsdebatt.
Införandet av grundskolreformen i Finland 1969 kom till en del att ändra på gulnäbbsintagningarnas karaktär, och ordas ofta av högstadiets vänelever som en mjuklandning för de nya eleverna, för att motverka mobbning och arbeta för god stämning.
I många finländska gymnasier fortsatte traditionen med konventsintagningar i form av gulnäbbsintagningar. Traditionen har tidvis väckt mycket kritik, också i media, på grund av elevernas förnedrande behandling, och i vissa skolor har ceremonierna ordnats utanför skolan eller förbjudits helt. I 2000-talets finländska universitet, högskolor och studentnationer har gulnäbbsintagningarna fortsatt. Ofta ordnas de på stan i form av en lagstafett eller orienteringsrunda med kontroller där olika uppgifter ska avklaras.